# Nyctemera venata
Nyctemera venata är en fjärilsart som beskrevs av Alfred Ernest Wileman 1915. Nyctemera venata ingår i släktet Nyctemera och familjen björnspinnare. Inga underarter finns listade i Catalogue of Life.